# Frederik Carl Christian Hansen (læge)
 Der er flere personer med dette navn, se Frederik Carl Christian Hansen.
Frederik Carl Christian Hansen (født 22. september 1870 i Kolding, død 16. januar 1934 på Frederiksberg) var en dansk anatom.
Hansen blev student fra Kolding lærde Skole 1887 og tog medicinsk eksamen 1894 og var kandidat ved Diakonissestiftelsen 1895-97. Han blev derefter prosector anatomiæ 1897-1901 og udnævntes til J.H. Chievitzs eftermand som professor anatomiæ og bestyrer af Det normal-anatomiske Museum. Doktorgraden havde Hansen taget 1900 med en afhandling: Om hyalin Bruskgrundsubstans, og 1907 blev han lærer i anatomi og fysiologi ved Tandlægeskolen, hvis forstander han var fra 1912. 
Hansen var medlem af International Brain Commission. Han har udgivet arbejder over histologi, mikroteknik og mikrofotografi og navnlig ved farvninger af bindevæv angivet nye metoder; desuden udgav han det antropologisk-historiske værk: De ældste Kongegrave og Bispegrave i Roskilde Domkirke (1914), og sammen med Carl Magnus Fürst: Crania Groenlandica (1915), et arbejde, der er grundlæggende for Grønlands antropologi.
Han blev Ridder af Dannebrog 1913, Dannebrogsmand 1922 og Kommandør af 2. grad 1927. Han er begravet på Frederiksberg Ældre Kirkegård.

### Fodnoter
1. ↑  Hansen, Frederik Carl Christian i Register til Kraks Blå Bog 1910-1988